# جورج براون (سياسي)
جورج براون (بالإنجليزية: George Browne)‏ هو سياسي بريطاني، ولد في 1440، وتوفي في 22 ديسمبر 1483 في المملكة المتحدة بسبب قطع الرأس. انتخب عضو مجلس النواب في البرلمان البريطاني.